# 二碳化铀
二碳化铀是一种无机化合物，化学式UC2。它是铀的三种碳化物之一，另外两种是一碳化铀和三碳化二铀。它实际上是非整比化合物，化学式约为UC1.8。

## 制备
二碳化铀可通过二氧化铀与碳在1800 °C下反应，或是八氧化三铀与碳在2400 °C下反应而成。二碳化铀需要在2400 °C以上淬火，否则会产生可观量的一碳化铀。
{\displaystyle {\ce {UO2 + 4 C -> UC2 + 2 CO}}}
{\displaystyle {\ce {U3O8 + 14 C -> 3 UC2 + 8 CO}}}
它也可通过铀与碳在2400 °C下直接反应而成：
{\displaystyle {\ce {U + 2 C -> UC2}}}

## 性质
二碳化铀是浅灰色，有金属光泽的固体。它在1600 °C以下不稳定，会逐渐分解成一碳化铀与碳。二碳化铀遇水水解，产生氢气、碳氢化合物及各种水合氧化铀。二碳化铀与盐酸、硫酸反应也有类似现象，但与硝酸的反应不会产生碳氢化合物，而是产生二氧化碳。它微溶于乙醇。二碳化铀会在400 °C的空气或370 °C氧气中燃烧，生成八氧化三铀及二氧化碳，超过1100 °C时则能够与氮气反应。
二碳化铀的晶体结构类似碳化镧，是四方晶系晶体，空间群I4/mmm（No. 139），晶格参数a = 352.7 pm、c = 600.2 pm。它在1820 °C下会转变成类似二氧化铀的面心立方晶系晶体，空间群Fm3m（No. 225），晶格参数a = 548.8 pm。

## 用处
二碳化铀可用于高温气冷堆及增殖反应堆中。桃底核电站1号机组便使用了二碳化铀充当核燃料，而THTR-300则使用二碳化铀与二碳化钍的混合物作为核燃料。